# Place du Carrousel
La place du Carrousel è una piazza di Parigi sita ad occidente del palazzo del Louvre. Deve il suo nome ad una esibizione di equitazione militare, svoltasi in questo luogo al tempo di Luigi XIV il 7 giugno 1662, in occasione della nascita di suo figlio Luigi, il Gran Delfino. S'innesta sull'avenue du Général-Lemonnier.

## Storia
Prima del XVII secolo il luogo era costituito da un terreno incolto tra il Palazzo delle Tuileries e la cinta di Carlo V, reso inutile nel XVI secolo dalla costruzione dalla cinta di Luigi XIII più a ovest. Nel 1600 vi fu impiantato un giardino, detto de Mademoiselle (in riferimento a Maria di Borbone-Montpensier), che fu poi distrutto nel 1655. La piazza fu creata nel 1662 per permettere la tenuta del carosello da cui prende il nome.
Di un'ampiezza più modesta rispetto a oggi, la place du Carrousel si trovava tra l'hôtel de Longueville e la corte del palazzo delle Tuileries, che era chiuso da un'inferriata. 
Durante la Rivoluzione, la piazza fu rinominata place de la Fraternité.

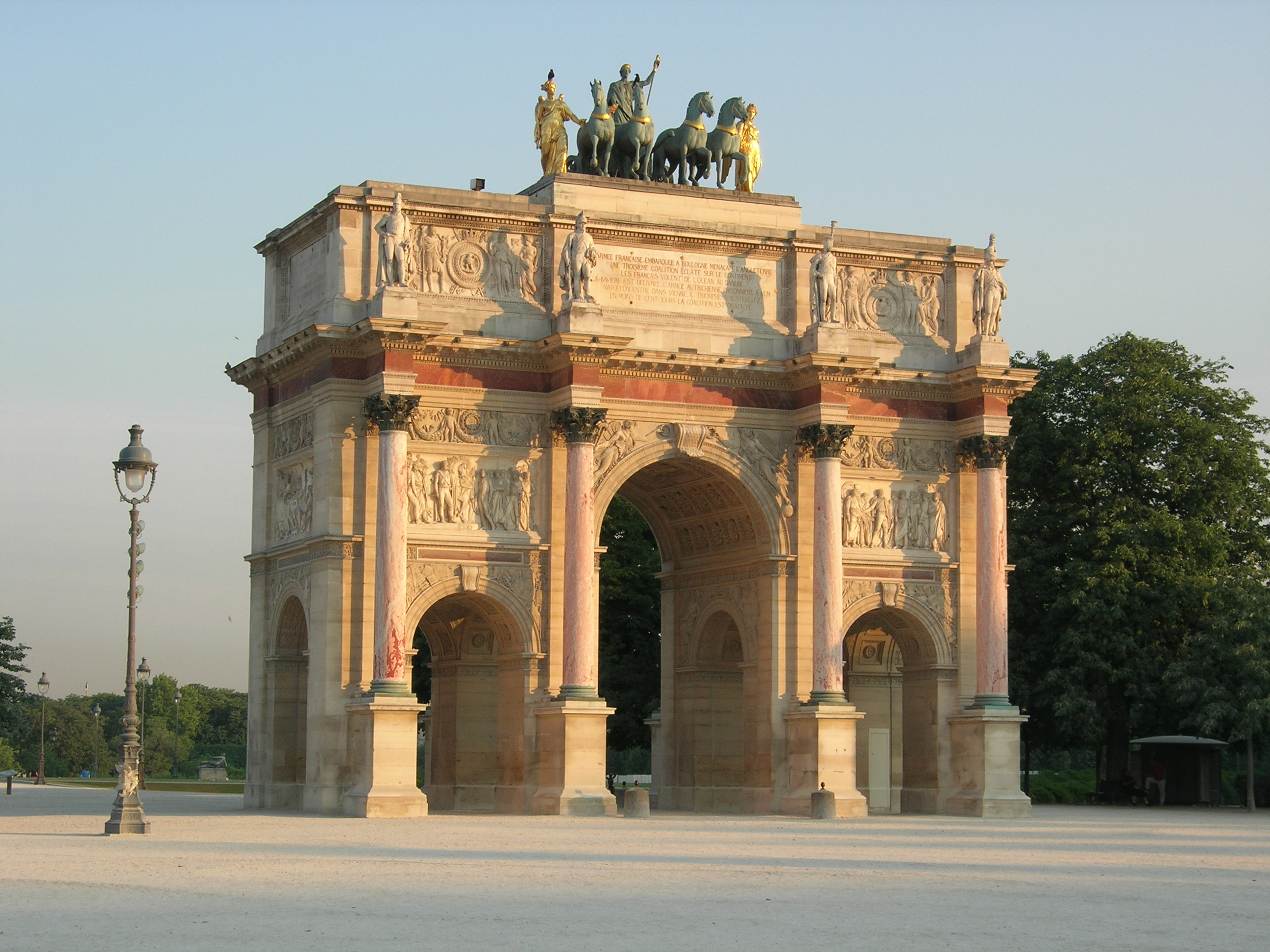
Arco di trionfo del Carrousel

L'Arco di Trionfo del Carrousel fu edificato tra il 1806 e il 1808 per servire da ingresso d'onore al palazzo delle Tuileries.
Durante la Rivoluzione di luglio, la piazza fu il teatro degli scontri tra gli insorti e le truppe.
La piazza è stata ingrandita per fasi successive all'inizio del XIX secolo dopo la demolizione delle case della rue Saint-Nicaise e della rue de Rohan. Essa assunse le proporzioni attuali dopo l'acquisizione del palazzo del Louvre negli anni 1850 e dopo la scomparsa del palazzo delle Tuileries, nel 1883, che aprì la piazza a ovest sull'asse storico di Parigi.
Tra l'arco di trionfo del Carousel e l'ingresso del museo si trovano due statue di Antoine-François Gérard, L'Histoire e La France victorieuse.

## Iconografia

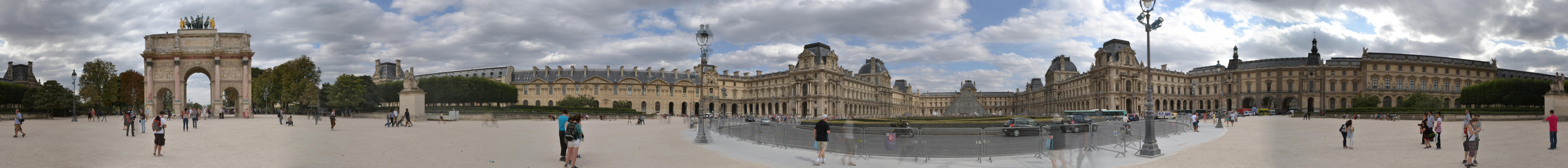
Panorama a 360° di Place du Carrousel

### Personalità ghigliottinate inplace du Carrousel
- Arnaud de La Porte, ministro
- Jacques Cazotte, scrittore

## Carrousel nella cultura di massa
Il nuovo Carrousel, come Baudelaire indicava l'odierna omonima piazza di una Parigi che cambiava, è l'ambientazione dell'episodio del cigno nell'omonima poesia dei Quadri parigini: ... là je vis, un matin, à l'here où sous les cieux/froids et clairs... la voirie/pousse un sombre ouragan dans l'air silencieux,/un cygne qui s'était évadé de sa cage,/et, de ses pieds palmès frottant le pavé sec,/sur le sol raboteux traînait son blanc plumage./Près d'un ruisseau sans eau la bête ouvrant le bec/bagnait nerveusement ses ailes dans la poudre,/et disait, le coeur plein de son beau lac natal...